# To LOVE
Pour les articles homonymes, voir To Love.
Albums de Kana Nishino
LOVE one.
(2009) Thank you, Love
(2011)
Singles
To LOVE est le 2e album solo de Kana Nishino, sorti sous le label SME Records Inc. le 23 juin 2010 au Japon.

## Présentation
L'album arrive 1er à l'Oricon. Il se vend à 290 048 exemplaires la première semaine et reste classé 101 semaines pour un total de 725 864 exemplaires vendus. Il contient quatre de ses singles et sept pistes inédites. Il sort au format CD et CD+DVD, sur le DVD on peut trouver les quatre clips de ses quatre singles, ainsi que celui de la chanson Kimi no Koe wo feat. VERBAL présente sur son précédent album.

## Liste des titres
| 1.  | Prologue ~What a nice~                    | Kana Nishino                                             | ViVi                                                          | SiZK            | 1:33 |
| 2.  | Best Friend                               | Kana Nishino                                             | Giorgio Cancemi                                               | Giorgio Cancemi | 5:19 |
| 3.  | Summer Girl feat. MINMI                   | Kana Nishino, MINMI                                      | Jeff Miyahara, Kenji "JINO" Hino, Masa Kohama et MINMI        | Jeff Miyahara   | 3:49 |
| 4.  | Hey Boy                                   | Kana Nishino                                             | Olivia Nervo, Miriam Nervo, Andreas Levander, Jonas Nordelius | VIVID Neon*     | 3:18 |
| 5.  | Motto… (もっと…)                          | Kana Nishino                                             | Giorgio Cancemi                                               | Giorgio Cancemi | 5:30 |
| 6.  | Love & Smile                              | Kana Nishino                                             | toiza71(Digz,inc)                                             | toiza71         | 5:06 |
| 7.  | Kono Mama de (このままで)                 | Kana Nishino                                             | Saeki youthK                                                  | Kotaro Egami    | 4:17 |
| 8.  | MAYBE                                     | Kana Nishino, Giorgio13                                  | Giorgio Cancemi                                               | Giorgio Cancemi | 4:04 |
| 9.  | WRONG                                     | Kana Nishino                                             | Bachlogic, Winston Sela, Daniel Sherman                       | Bachlogic       | 3:29 |
| 10. | Come On Yes Yes Oh Yeah!!                 | Kana Nishino, DJ Mass (VIVID Neon*), Yuki Keity (EXXXIT) | DJ Mass, EXXXIT                                               | VIVID Neon*     | 5:06 |
| 11. | Dear…                                     | Kana Nishino                                             | Shinquo Ogura, Giorgio Cancemi                                | Giorgio Cancemi | 5:30 |
| 12. | Aitakute Aitakute (会いたくて 会いたくて) | Kana Nishino, Giorgio13                                  | Giorgio Cancemi                                               | Giorgio Cancemi | 4:42 |
| 13. | You are the one                           | Kana Nishino                                             | ZETTON, Mats lie Skare                                        | ZETTON          | 4:36 |
| 14. | Epilogue ~to LOVE~                        | Kana Nishino                                             | ViVi                                                          | SiZK            | 1:13 |

| 1.  | Kimi no Koe wo (君の声を) feat. VERBAL (m-flo) (vidéo-clip) |  |  |
| 2.  | Making of Kimi no Koe wo feat. VERBAL (m-flo)               |  |  |
| 3.  | Motto... (vidéo-clip)                                       |  |  |
| 4.  | Making of Motto...                                          |  |  |
| 5.  | Dear... (vidéo-clip)                                        |  |  |
| 6.  | Making of Dear...                                           |  |  |
| 7.  | Best Friend (vidéo-clip)                                    |  |  |
| 8.  | Making of Best Friend                                       |  |  |
| 9.  | Aitakute Aitakute (vidéo-clip)                              |  |  |
| 10. | Making of Aitakute Aitakute                                 |  |  |